# Pseudolella irritans
Pseudolella irritans is een rondwormensoort uit de familie van de Axonolaimidae. De wetenschappelijke naam van de soort is voor het eerst geldig gepubliceerd in 1993 door Smolyanko & Belogurov.